# Liga Nacional de Baloncesto Profesional
La Liga Nacional de Baloncesto Profesional, abbreviato anche in LNBP, e ufficialmente conosciuta anche come Liga Caliente LNBP per motivi di sponsorizzazione, è la massima lega professionistica di pallacanestro in Messico organizzata annualmente dalla Federación Mexicana de Basquetbol. La lega è stata fondata nel 2000 con 11 squadre.

## Storia
Nel gennaio del 2000, alcune squadre della CIMEBA (Circuito Mexicano de Básquetbol), all’epoca la lega nazionale di pallacanestro in Messico, lasciarono la lega citando le difficoltà finanziarie della CIMEBA e decisero di fondare una nuova lega. L’11 marzo 2000 la lega fu fondata nella città di Durango, con la partecipazione di 11 squadre. Queste furono le squadre fondatrici, con le rispettive città e stati:
- Algodoneros de la Comarca (Torreón, Coahuila)
- Correcaminos Matamoros de la UAT (Matamoros, Tamaulipas)
- Correcaminos Reynosa de la UAT (Reynosa, Tamaulipas)
- Correcaminos Tampico de la UAT (Tampico, Tamaulipas)
- Correcaminos Victoria de la UAT (Ciudad Victoria, Tamaulipas)
- Dorados de Chihuahua (Chihuahua, Chihuahua)
- Garzas de Plata de la UAEH (Pachuca, Hidalgo)
- Indios de la UACJ (Ciudad Juárez, Chihuahua)
- La Ola Roja del Distrito Federal (Città del Messico, Distretto Federale)
- Osos de Saltillo (Saltillo, Coahuila)
- Vaqueros de Agua Prieta (Agua Prieta, Sonora)

Il primo presidente fu Modesto Robledo . La LNBP nacque con l’obiettivo di sostenere e sviluppare la pallacanestro professionistica in Messico. La prima edizione della lega iniziò il 7 agosto 2000 e si concluse a dicembre: la stagione regolare terminò l’11 novembre e i playoff iniziarono il 14 novembre. La prima partita della lega si giocò a Torreón, tra gli Algodoneros de Torreón e i Dorados de Chihuahua, all’Auditorio Municipal: vinsero i Dorados, 80-78. La lega coesistette con la CIMEBA fino al 2007, anno in cui la vecchia lega di pallacanestro cessò definitivamente le operazioni, trasformando la LNBP nella principale lega del paese.

## Formato

### Stagione regolare
La stagione regolare si gioca con un formato a girone all’italiana, in cui le 8 squadre meglio classificate si qualificano per la fase a eliminazione diretta. Per ogni partita vinta vengono assegnati 2 punti, mentre per ogni partita persa viene assegnato 1 punto.

### Playoff
Le prime otto squadre in classifica si affrontano nei playoff. La squadra classificata al 1º posto gioca contro l’8ª, la 2ª contro la 7ª, la 3ª contro la 6ª e così via. Le semifinali si disputano con la stessa formula dei quarti di finale, mentre la Serie Finale è giocata dalle due squadre rimaste, con la squadra meglio classificata che gode del vantaggio del campo.

## Squadre
| Squadra                 | Città                                 | Arena                                    | Capacità | Fondazione | Ingresso | Allenatore           |
| ----------------------- | ------------------------------------- | ---------------------------------------- | -------- | ---------- | -------- | -------------------- |
| Abejas de León          | León, Guanajuato                      | Domo de la Feria                         | 4,463    | 2009       | 2009     | Javier Muñoz         |
| Astros de Jalisco       | Guadalajara, Jalisco                  | Arena Astros                             | 3,509    | 2019       | 2019     | Leandro García       |
| El Calor de Cancún      | Cancún, Quintana Roo                  | Polifórum Benito Juárez                  | 4,800    | 2024       | 2024     | Juan José Pidal      |
| Corr.s UAT Victoria     | Ciudad Victoria, Tamaulipas           | Gimnasio Multidisciplinario UAT Victoria | 2,600    | 2000       | 2022     | Marcus Moore         |
| Diablos Rojos México    | Benito Juárez, Città del Messico      | Gimnasio Olímpico Juan de la Barrera     | 5,242    | 2024       | 2024     | Nicolás Casalánguida |
| Dor. de Chihuahua       | Chihuahua, Chihuahua                  | Gimnasio Manuel Bernardo Aguirre         | 9,600    | 2000       | 2019     | Guillermo Narvarte   |
| Freseros de Irapuato    | Irapuato, Guanajuato                  | Inforum Irapuato                         | 3,000    | 2023       | 2023     | Walter McCarty       |
| Fuerza Regia            | Monterrey, Nuevo León                 | Gimnasio Nuevo León                      | 5,000    | 2001       | 2001     | Pablo García         |
| Gambusinos de Fresnillo | Fresnillo, Zacatecas                  | Gimnasio Solidaridad Municipal           | 4,500    | 2002       | 2025     | Enrique Zúñiga       |
| Halcones Xalapa         | Xalapa, Veracruz                      | Arena Macuiltépetl                       | 8,000    | 2003       | 2021     | Paco Olmos           |
| Mineros Zacatecas       | Zacatecas City, Zacatecas             | Gimnasio Marcelino González              | 3,458    | 2017       | 2022     | Pedro Carrillo       |
| Panteras de Ag.         | Aguascalientes, Aguascalientes        | Gimnasio Hermanos Carreón                | 3,000    | 2003       | 2023     | Pepo Martínez        |
| Santos R. San Luis      | San Luis Potosí City, San Luis Potosí | Auditorio Miguel Barragán                | 3,400    | 2003       | 2023     | Manolo Cintrón       |
| Soles de Mexicali       | Mexicali, Bassa California            | Auditorio PSF                            | 4,779    | 2005       | 2005     | Esteban Gatti        |

## Albo d'oro
| Stagione  | Vincitore            | Secondo Posto       | Finali |
| 2000      | Corr.s UAT Tampico   | Corr.s UAT Victoria | 4 - 2  |
| 2001      | Gallos de Pelea      | Lobos UA Coahuila   | 4 - 1  |
| 2002      | Corr.s UAT Victoria  | Corr.s Matamoros    | 4 - 3  |
| 2003      | Panteras de Ag.      | Ola Roja del D.F.   | 4 - 2  |
| 2004      | Santos R. San Luis   | Halcones Xalapa     | 4 - 2  |
| 2005      | Halcones Xalapa      | Lobos UA Coahuila   | 4 - 1  |
| 2006      | Soles de Mexicali    | Halcones Xalapa     | 4 - 3  |
| 2007-2008 | Halcones Xalapa      | Soles de Mexicali   | 4 - 3  |
| 2008-2009 | Halcones Xalapa      | Soles de Mexicali   | 4 - 2  |
| 2009-2010 | Halcones Xalapa      | Hal.s R. Veracruz   | 4 - 1  |
| 2010-2011 | Toros Nuevo Laredo   | Pion.s de Quintana  | 3 - 2  |
| 2011-2012 | Hal.s R. Veracruz    | Toros Nuevo Laredo  | 4 - 1  |
| 2012-2013 | Toros Nuevo Laredo   | Halcones Xalapa     | 4 - 2  |
| 2013-2014 | Hal.s R. Veracruz    | Pion.s de Quintana  | 4 - 3  |
| 2014-2015 | Soles de Mexicali    | Pion.s de Quintana  | 4 - 1  |
| 2015-2016 | Pion.s de Quintana   | Soles de Mexicali   | 4 - 3  |
| 2016-2017 | Fuerza Regia         | Soles de Mexicali   | 4 - 2  |
| 2017-2018 | Soles de Mexicali    | Capitanes C.M.      | 4 - 1  |
| 2018-2019 | Fuerza Regia         | Capitanes C.M.      | 4 - 2  |
| 2019-2020 | Soles de Mexicali    | Fuerza Regia        | 4 - 3  |
| 2020      | Fuerza Regia         | Ag. de Michoacán    | 3 - 1  |
| 2021      | Fuerza Regia         | Astros de Jalisco   | 4 - 0  |
| 2022      | Abejas de León       | Astros de Jalisco   | 4 - 0  |
| 2023      | Fuerza Regia         | Astros de Jalisco   | 4 - 1  |
| 2024      | Diablos Rojos México | Halcones Xalapa     | 4 - 1  |

## Vittorie per club
| Club                 | Titolo | Città           | Anno                         |
| -------------------- | ------ | --------------- | ---------------------------- |
| Fuerza Regia         | 5      | Monterrey       | 2017, 2019, 2020, 2021, 2023 |
| Halcones Xalapa      | 4      | Xalapa          | 2005, 2008, 2009, 2010       |
| Soles de Mexicali    | 4      | Mexicali        | 2006, 2015, 2018, 2020       |
| Hal.s R. Veracruz    | 2      | Veracruz        | 2012, 2014                   |
| Toros Nuevo Laredo   | 2      | Nuevo Laredo    | 2011, 2013                   |
| Corr.s UAT Victoria  | 1      | Ciudad Victoria | 2002                         |
| Corr.s UAT Tampico   | 1      | Tampico         | 2000                         |
| Gallos de Pelea      | 1      | Ciudad Juárez   | 2001                         |
| Panteras de Ag.      | 1      | Aguascalientes  | 2003                         |
| Santos R. San Luis   | 1      | San Luis Potosí | 2004                         |
| Pion.s de Quintana   | 1      | Quintana Roo    | 2016                         |
| Abejas de León       | 1      | León            | 2022                         |
| Diablos Rojos México | 1      | Benito Juárez   | 2024                         |